# Bellignat
Bellignat est une commune française, située dans le département de l'Ain en région Auvergne-Rhône-Alpes. Elle constitue une banlieue sud-ouest d'Oyonnax.
Les habitants de Bellignat s'appellent les Renouillus.

## Géographie

### Localisation
Bellignat est une commune située au nord du département de l'Ain, dans le Haut Bugey. Elle est située au sud d'Oyonnax et est encadrée de massifs forestiers avec à l'est la forêt de Nierme et à l’ouest la forêt du Châtelard. Elle appartient au canton d'Oyonnax-Sud dans l'arrondissement de Nantua.
La commune, qui s'étend sur 784 hectares, a son altitude qui varie entre 516 et 913 mètres. Les reliefs sont recouverts de forêt et représentent 400 hectares du territoire de la commune. On y trouve des sapins, des épicéas, des hêtres et des feuillus divers.
La commune est traversée par le Lange, une petite rivière.

### Communes limitrophes
Les communes limitrophes sont  Apremont, Groissiat, Géovreisset et Oyonnax.

### Climat
Pour des articles plus généraux, voir Climat d'Auvergne-Rhône-Alpes et Climat de l'Ain.
En 2010, le climat de la commune est de type climat de montagne, selon une étude du CNRS s'appuyant sur une série de données couvrant la période 1971-2000. En 2020, Météo-France publie une typologie des climats de la France métropolitaine dans laquelle la commune est exposée à un climat de montagne ou de marges de montagne et est dans la région climatique Jura, caractérisée par une forte pluviométrie en toutes saisons (1 000 à 1 500 mm/an), des hivers rigoureux et un ensoleillement médiocre.
Pour la période 1971-2000, la température annuelle moyenne est de 9,8 °C, avec une amplitude thermique annuelle de 17,4 °C. Le cumul annuel moyen de précipitations est de 1 606 mm, avec 12,4 jours de précipitations en janvier et 9,1 jours en juillet. Pour la période 1991-2020, la température moyenne annuelle observée sur la station météorologique de Météo-France la plus proche, sur la commune de Giron à 11 km à vol d'oiseau, est de 8,4 °C et le cumul annuel moyen de précipitations est de 1 672,4 mm,. Pour l'avenir, les paramètres climatiques de la commune estimés pour 2050 selon différents scénarios d'émission de gaz à effet de serre sont consultables sur un site dédié publié par Météo-France en novembre 2022.

## Urbanisme

### Typologie
Au 1er janvier 2024, Bellignat est catégorisée centre urbain intermédiaire, selon la nouvelle grille communale de densité à 7 niveaux définie par l'Insee en 2022.
Elle appartient à l'unité urbaine d'Oyonnax, une agglomération intra-départementale dont elle est une commune de la banlieue,. Par ailleurs la commune fait partie de l'aire d'attraction d'Oyonnax, dont elle est une commune du pôle principal,. Cette aire, qui regroupe 40 communes, est catégorisée dans les aires de 50 000 à moins de 200 000 habitants,.

### Occupation des sols

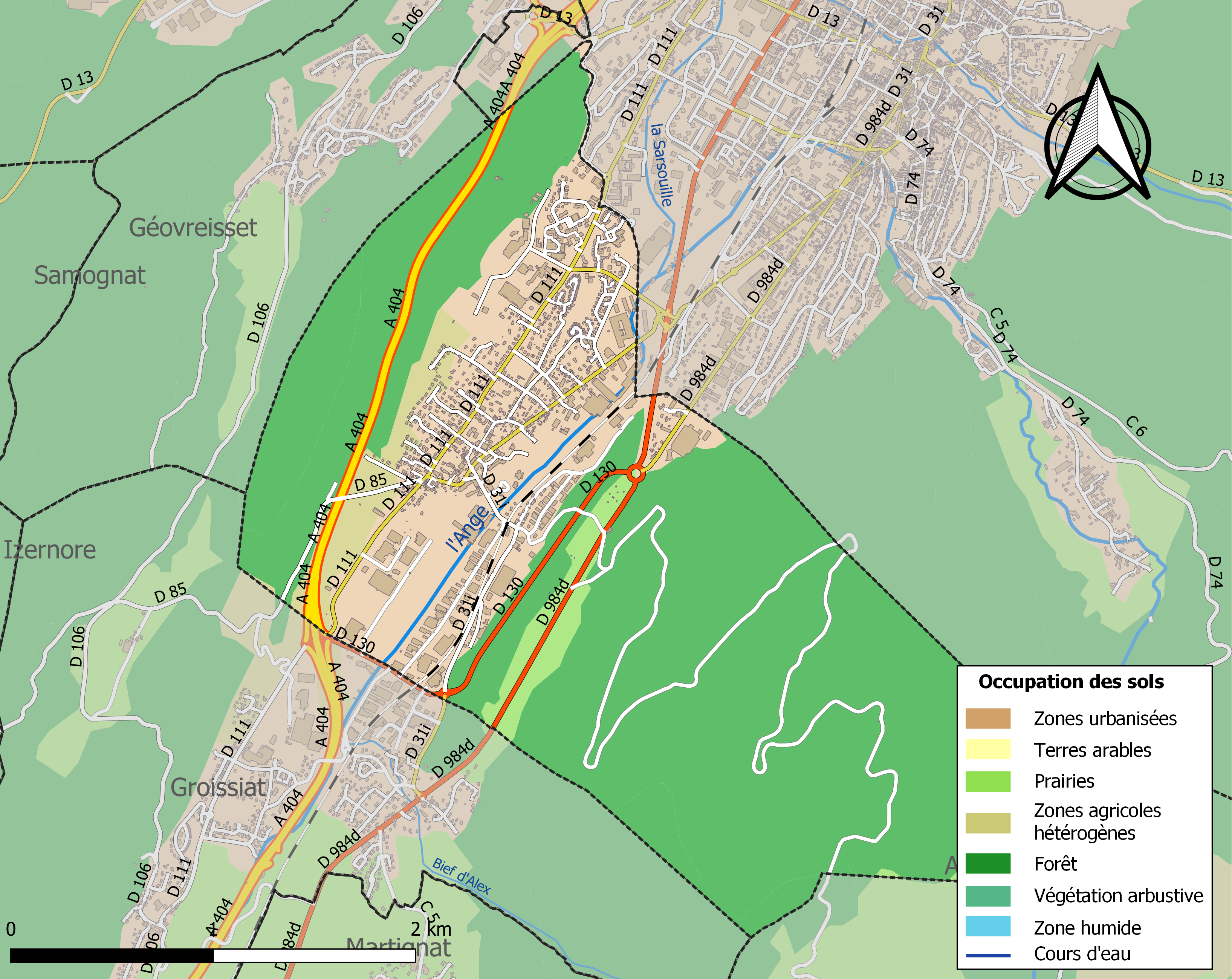
Carte des infrastructures et de l'occupation des sols de la commune en 2018 (CLC).

L'occupation des sols de la commune, telle qu'elle ressort de la base de données européenne d’occupation biophysique des sols Corine Land Cover (CLC), est marquée par l'importance des forêts et milieux semi-naturels (66,2 % en 2018), une proportion identique à celle de 1990 (66,2 %). La répartition détaillée en 2018 est la suivante : 
forêts (66,2 %), zones industrielles ou commerciales et réseaux de communication (16,9 %), zones urbanisées (10,1 %), zones agricoles hétérogènes (3,8 %), prairies (2,8 %), espaces verts artificialisés, non agricoles (0,1 %).
L'évolution de l’occupation des sols de la commune et de ses infrastructures peut être observée sur les différentes représentations cartographiques du territoire : la carte de Cassini (XVIIIe siècle), la carte d'état-major (1820-1866) et les cartes ou photos aériennes de l'IGN pour la période actuelle (1950 à aujourd'hui).

### Voies de communication et transports

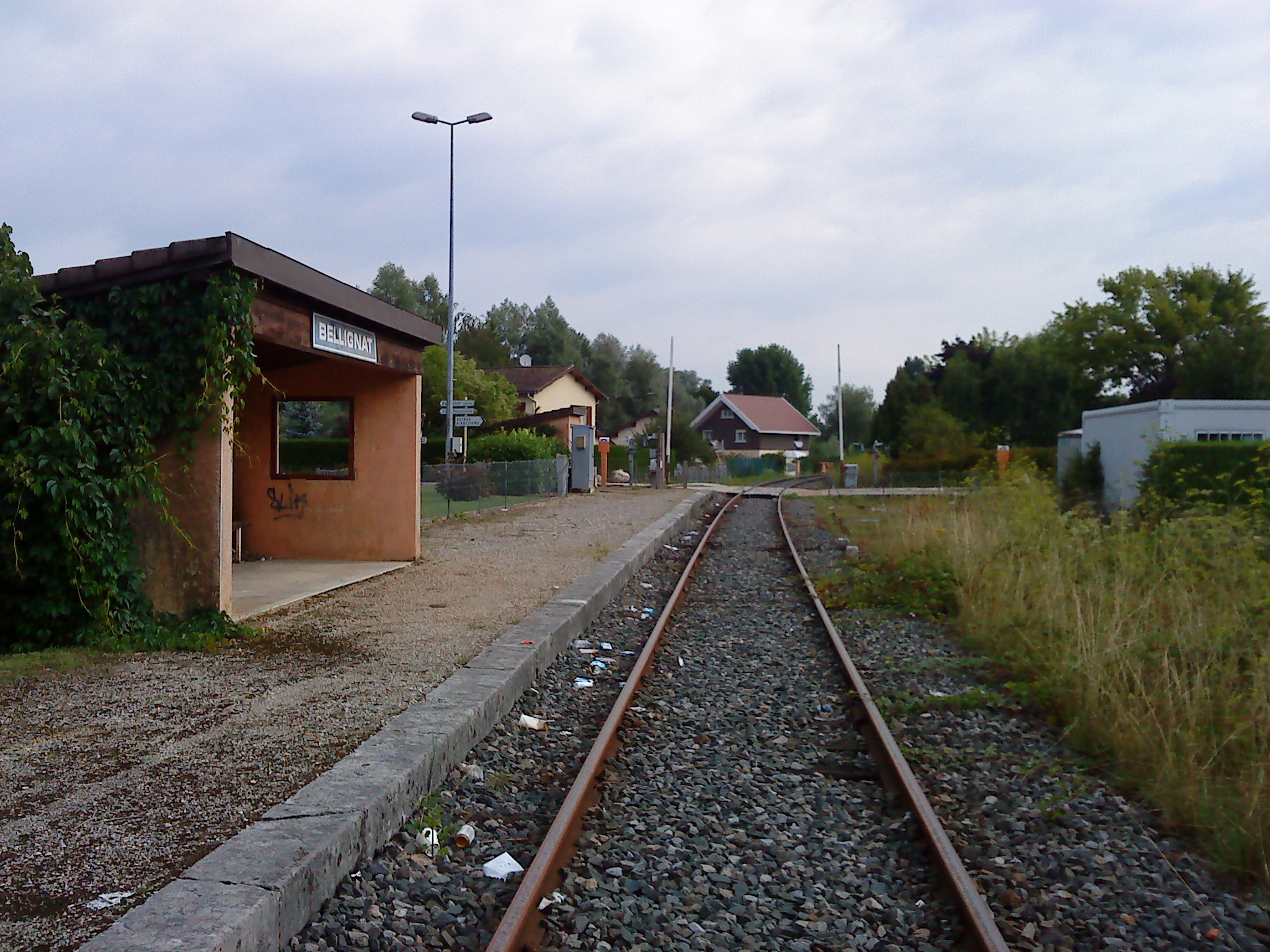
La gare de Bellignat.

La commune de Bellignat dispose d'une halte ferroviaire SNCF. Elle est située sur la ligne Andelot-en-Montagne - La Cluse. Lors des travaux de réfection de la ligne du Haut-Bugey, le trafic a été détourné par bus mais lors de la réouverture de la ligne fin 2010, la gare est un point d'arrêt des trains TER Auvergne-Rhône-Alpes reliant Bourg-en-Bresse à Oyonnax.

## Toponymie

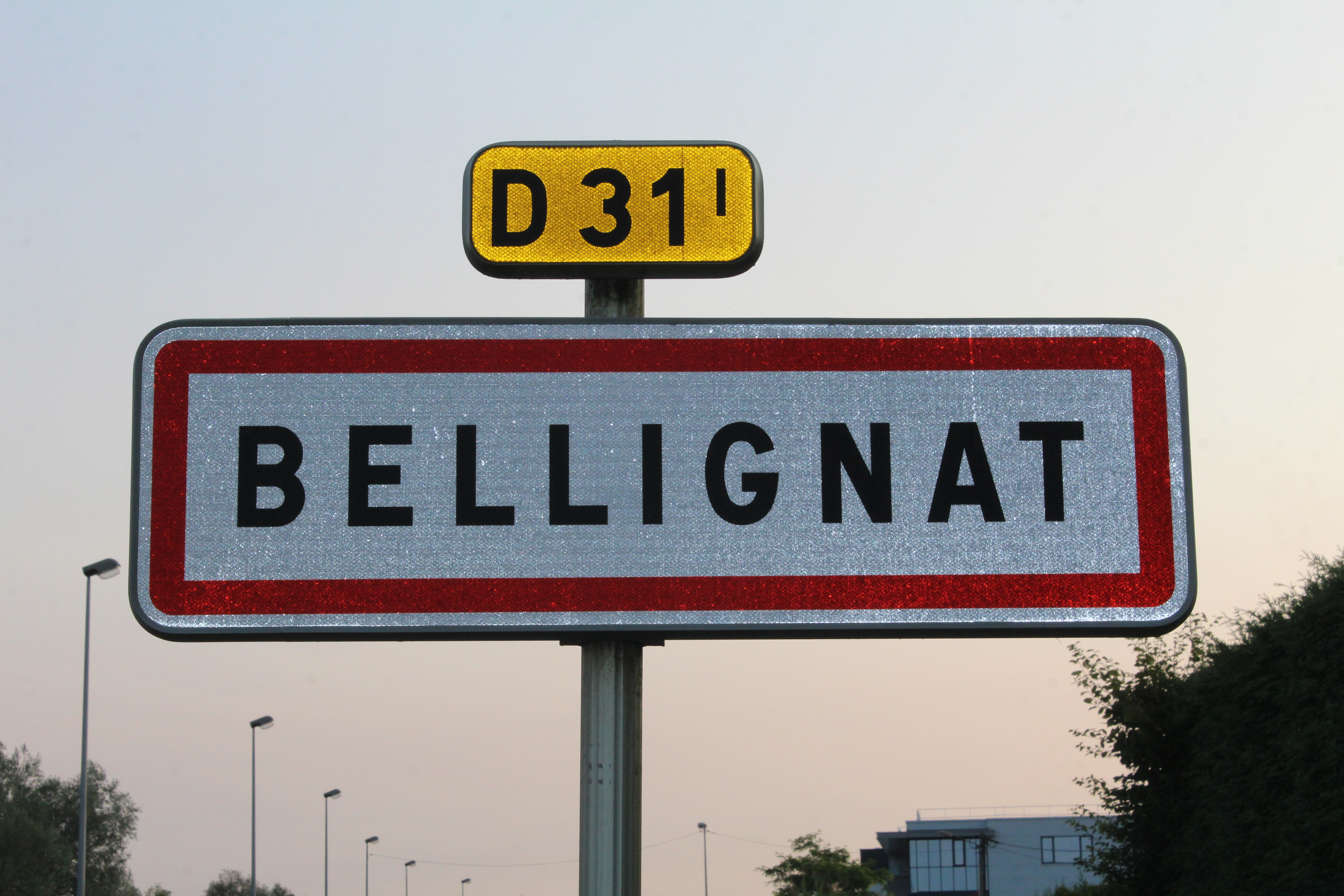
Panneau d'entrée.

Le nom de la commune est issu du gentilice romain Bilinius. Sa première mention lui désigne le nom de Biligniacus, où le suffixe -acus désignaient la propriété d´un notable. Les autres mentions sont Bilinia et Billigniacus entre 1299 et 1369, puis Belignia en 1337 et Beligneu et Bilignia en 1365.
La commune acquiert le nom de Bellignat le 22 août 1957 en remplacement de Bélignat.

## Histoire
L'église paroissiale (De Biliniaco, Belignieu, Billignia, Belligna, Béligniat, Belligniat) est sous le vocable de saint Christophe. Suivant les pouillés du XIVe au XVIIIe siècle, le droit de collation à la cure appartenait au sacristain de Nantua ; suivant les déclarations des communes, de 1668, la cure était à la nomination de l'abbé de Saint-Claude. La dîme de la paroisse restait au curé. Elle se prélevait sur la 24e  gerbe et s'amodiait 90 mesures de Montréal.
En 1164, vivait un Alard de Bellignat, chevalier, témoin d'un accord entre les chartreux de Meyriat et les seigneurs de Rougemont. Les sires de Thoire-Villars succédèrent très probablement à ces anciens seigneurs de Bellignat et concédèrent aux habitants les forêts noires qui firent le sujet de longues contestations avec leurs voisins et qu'ils possèdent encore en grande partie.
À l'origine, le territoire de la commune était marécageux. C'est pourquoi ses habitants sont encore appelés aujourd'hui les Renouillus, qui est un dérivé de « Grenouillus ».

## Politique et administration

### Découpage territorial
La commune de Bellignat est membre de l'intercommunalité Haut-Bugey Agglomération, un établissement public de coopération intercommunale (EPCI) à fiscalité propre créé le 1er janvier 2014 dont le siège est à Oyonnax. Ce dernier est par ailleurs membre d'autres groupements intercommunaux.
Sur le plan administratif, elle est rattachée à l'arrondissement de Nantua, au département de l'Ain et à la région Auvergne-Rhône-Alpes. Sur le plan électoral, elle dépend du  canton de Nantua pour l'élection des conseillers départementaux, depuis le redécoupage cantonal de 2014 entré en vigueur en 2015, et de la cinquième circonscription de l'Ain  pour les élections législatives, depuis le dernier découpage électoral de 2010.

### Administration municipale

Mairie.

### Tendances politiques et résultats
Bellignat est resté pendant 37 ans une ville communiste, aujourd'hui malgré un maire qui se reclame sans étiquette, nombre de ses élus se sont présentés sous les couleurs de la gauche aux élections cantonales.
Résultat des élections cantonales de 2008 :
- PS : 28,74 %,
- DVD : 9,43 %,
- DVD : 54,49 %,
- FN : 7,34 %

Résultats des élections de 2007 (premier tour) :
| - LCR : 4,66 %, - PCF : 2,02 %, - PT : 0,12 %, - UDF : 16,18 %, - Bové : 1,16 %, - Vert : 1,47 %, | - MPF : 2,45 %, - PS : 20,43 %, - CNPT : 0,67 %, - FN : 12,87 %, - LO : 1,47 %, - UMP : 36,58 % |

Résultats des élections de 2007 (deuxième tour)
- UMP : 60,4 %
- PS : 39,6 %

Résultats des élections européennes de 2009
- UMP : 34,21 %
- Europe-Écologie : 13,32 %
- FN : 11,68 %
- PS : 11,35 %
- MODEM : 6,74 %
- Front de Gauche : 6,09 %
- NPA : 5,76 %
- Libertas : 4,61 %

Toutes les autres listes sont en dessous de 3 %

### Liste des maires
| Période     | Période  | Identité            | Étiquette | Qualité  |
| ----------- | -------- | ------------------- | --------- | -------- |
| 1971        | 2008     | Fernand Sembardy    | PCF       |          |
| 2008        | 2014     | Victor Jacquenod    | SE        |          |
| 2014        | 2020     | Jean-Georges Arbant | PS        | Retraité |
| 27 mai 2020 | En cours | Véronique Ravet     |           |          |

### Instances judiciaires et administratives
- La ville possède une antenne de la Chambre de commerce et d'industrie de l'Ain.

## Population et société

### Démographie
L'évolution du nombre d'habitants est connue à travers les recensements de la population effectués dans la commune depuis 1793. Pour les communes de moins de 10 000 habitants, une enquête de recensement portant sur toute la population est réalisée tous les cinq ans, les populations de référence des années intermédiaires étant quant à elles estimées par interpolation ou extrapolation. Pour la commune, le premier recensement exhaustif entrant dans le cadre du nouveau dispositif a été réalisé en 2007.

En 2022, la commune comptait 3 581 habitants, en évolution de −1,02 % par rapport à 2016 (Ain : +5,15 %, France hors Mayotte : +2,11 %).
| 1793 | 1800 | 1806 | 1821 | 1831 | 1836 | 1841 | 1846 | 1851 |
| ---- | ---- | ---- | ---- | ---- | ---- | ---- | ---- | ---- |
| 283  | 346  | 362  | 364  | 304  | 352  | 390  | 367  | 329  |

| 1856 | 1861 | 1866 | 1872 | 1876 | 1881 | 1886 | 1891 | 1896 |
| ---- | ---- | ---- | ---- | ---- | ---- | ---- | ---- | ---- |
| 318  | 308  | 333  | 307  | 328  | 296  | 287  | 301  | 321  |

| 1901 | 1906 | 1911 | 1921 | 1926 | 1931 | 1936 | 1946 | 1954 |
| ---- | ---- | ---- | ---- | ---- | ---- | ---- | ---- | ---- |
| 344  | 515  | 594  | 646  | 710  | 641  | 518  | 533  | 659  |

| 1962 | 1968 | 1975  | 1982  | 1990  | 1999  | 2006  | 2007  | 2012  |
| ---- | ---- | ----- | ----- | ----- | ----- | ----- | ----- | ----- |
| 850  | 848  | 1 096 | 2 602 | 3 233 | 3 488 | 3 488 | 3 472 | 3 642 |

| 2017  | 2022  | - | - | - | - | - | - | - |
| ----- | ----- | - | - | - | - | - | - | - |
| 3 624 | 3 581 | - | - | - | - | - | - | - |

### Enseignement
La ville possède deux écoles primaire et maternelle (école des Sources et école du Pré-des-Saules).
Le technopôle regroupe l'INSA de Lyon (spécialisés en plasturgie), le Centre Technique IPC (ancien PEP) et le lycée Arbez-Carme.
Le Campus des métiers et des qualifications (PlastiCampus) permet une synergie entre la formation, la recherche, l’industrie et l’emploi.

### Manifestations culturelles et festivités
La fête du village a lieu tous les ans le dernier week-end de juillet.

### Médias
Le siège de la radio locale « Passion FM » qui diffuse ces ondes sur toute la communauté de communes d'Oyonnax se situe sur la place de la mairie.
Cette radio est très utile pour le lien social.

## Économie
Dette 2020 : 2 600 430 €
Dette par habitant en 2020 : 673 €
Capacité de désendettement : 3.5 ans

### Entreprises de l'agglomération
Antenne de la Chambre de commerce et d'industrie de l'Ain.

## Culture et patrimoine

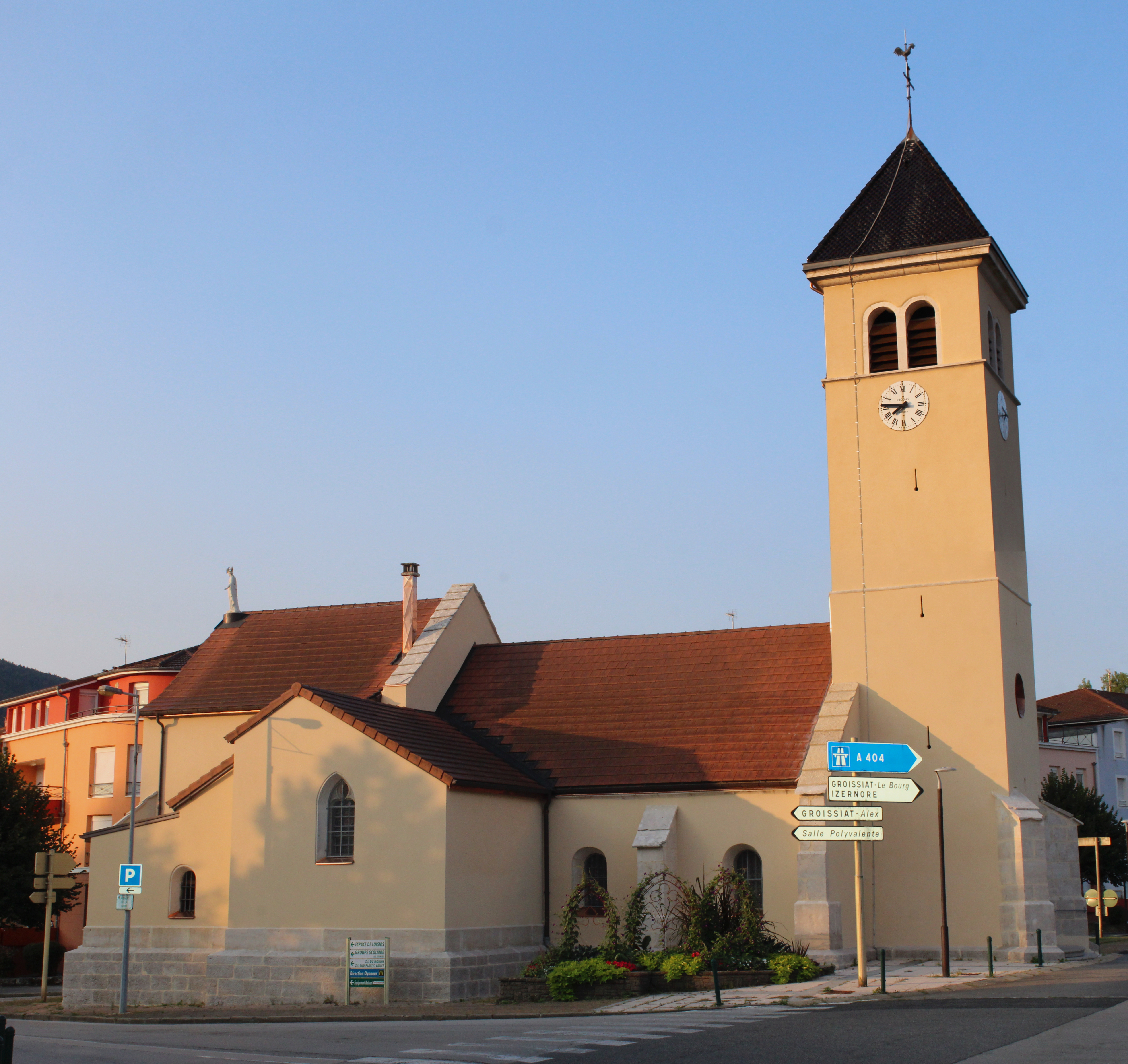
Église Saint-Christophe.

### Lieux et monuments

#### Monuments religieux
- Église Saint-Christophe.

### Héraldique
| Blason de Bellignat | Blason  | D'or au sapin de sinople posé sur un mont de sable. |
| Blason de Bellignat | Détails | Le statut officiel du blason reste à déterminer.    |